# Dessewffy Mihály
Cserneki és tarkeői Dessewffy Mihály (Marosvásárhely, 1828. március 4. – Dés, 1883. február 24.) földbirtokos.
Dessewffy Mihály lovassági alezredes és báró Henter Jozefa fia volt.
Gazdasági cikkeket írt a Gazdasági Lapokba (1858.) és Falusi Gazdába (1858. Br. Bánfi Albert gazdasága Válaszúton.)